# Pietro Ravelli
Pietro Ravelli (fl. XIX-XX secolo) è stato un calciatore italiano.

## Carriera
Ha giocato entrambi gli incontri disputati dalla Ginnastica Torino nel 1899, raggiungendo con il suo club la semifinale del torneo, persa contra l'Internazionale Torino.
Nella stagione seguente, in cui è certa la sua presenza nella sconfitta esterna contro la Juventus per 2-0 del 18 marzo 1900, con la Ginnastica ottenne il terzo ed ultimo posto del girone eliminatorio piemontese.
Non è accertata la sua presenza nel 1901, mentre fu presente nell'unica partita giocata dalla Ginnastica nella 1902 ovvero la sconfitta per 5-2 del 2 marzo 1902 contro l'Audace Torino. La Ginnastica non giocò gli altri due incontri dando forfait e giungendo quindi al quarto ed ultimo posto del girone eliminatorio piemontese.
Sui tabellini veniva indicato come "Ravelli I" per distinguerlo dagli altri omonimi presenti nella rosa della Ginnastica.

## Statistiche

### Presenze e reti nei club
| Stagione | Club              | Campionato | Campionato | Campionato | Campionato |
| Stagione | Club              | Comp       | Pres       | Reti       |            |
| -------- | ----------------- | ---------- | ---------- | ---------- | ---------- |
| 1899     | Ginnastica Torino | CI         | 2          | 0          |            |
| 1900     | Ginnastica Torino | CI         | 4          | 0          |            |
| 1902     | Ginnastica Torino | CI         | 1          | 0          |            |
| Totale   | Totale            | Totale     | 7          | 0          |            |